# Ragnar Lundblad
Hans Ragnar Lundblad, född 16 maj 1893 i Nederluleå socken, död 9 januari 1973 i Stockholm, var en svensk gymnasielärare och matematisk fysiker.
Ragnar Lundblad var son till kyrkoherden Johannes Lundblad. Efter studentexamen vid Luleå högre allmänna läroverk 1910 blev han student vid Uppsala universitet och filosofie magister där 1913. Lundblad arbetade 1913 som tillförordnad och 1914-1920 som ordinarie assistent för soldatundersökningarna vid fysiska institutionen. Han blev 1917 filosofie licentiat och 1920 filosofie doktor efter att ha disputerat med en avhandling inom fysik och var 1920-1922 docent i mekanik och matematisk fysik vid Uppsala universitet. 1922 lämnade han dock Uppsala för en tjänst som lektor i matematik och fysik vid Luleå högre allmänna läroverk. Han värvades dock av sin gamle rektor Harald Wallin till en tjänst som undervisningsråd i skolöverstyrelsen, från 1936 som tillförordnad och från 1938 som ordinarie. Lundblad kvarstod på tjänsten till 1958 men var tjänstledig från 1953. 1949-1958 var han även sakkunnig i Ecklesiastikdepartementet.